# Politique en Rhône-Alpes
 (septembre 2006).
 (janvier 2015).

## Statistiques
La région Rhône-Alpes est une région administrative de la France, formée des départements :
- de l'Ain (01) 417 000 h
- de l'Ardèche (07) 277 600 h
- de la Drôme (26) 414 100 h
- de l'Isère (38) 1 016 200 h
- de la Loire (42) 746 300 h
- du Rhône (69) 1 509 000 h
- de la Savoie (73) 348 300 h
- de la Haute-Savoie (74) 568 300 h

- Chef-lieu : Lyon.
- Préfecture Régionale à Lyon.
- Superficie est de 43 698 km2.
- Population est de 5 296 800 habitants.

Les habitants s'appellent des Rhônalpins.

## Géographie
La région Rhône-Alpes s'étend sur le Beaujolais, le Lyonnais et le Dauphiné. C'est une région d'élevage et localement, de vignobles tels la côte du Beaujolais. Sont présentes de petites industries mécaniques et textiles.
La région doit la répartition socioprofessionnelle de sa population active et son importance économique à Lyon.
L'agglomération concentre la presque totalité des activités de services et industrielles.
Elle regroupe plus de 80 % de la population totale du département.
Montagnes et vallées sont le trait majeur des paysages Rhône-Alpes.
Les Alpes du Nord ont un massif montagneux grandiose.
Rhône-Alpes, c'est aussi à l'Ouest la bordure du Massif central et la partie méridionale du Jura.
Les vallées nombreuses sont souvent larges.
Dans la partie Ouest du Massif Alpin, elles pénètrent parfois très profondément dans les Massifs.
La répartition des activités et des hommes y est canalisée par la géographie.
Elle obéit à un tramage Est/Ouest et Nord/Sud.
On y trouve la vallée du Rhône et de la Saône, les vallées alpestres de l'Isère, de la Maurienne, de la Tarentaise ou de l'Arve. Mais aussi la trouée alpine de Grenoble à Genève, par Chambéry, et Annecy ou la vallée du Gier, de Saint-Étienne à Lyon.
Ce paysage de grande ampleur abrite la deuxième région économique française.
Lyon est désormais une métropole de niveau européen. Sa petite sœur, Grenoble est la capitale des Alpes.
La région Rhône Alpes est composée entre autres du Dauphiné et de la Savoie

## Dauphiné
Les territoires du Dauphiné sont tour à tour aux mains des Ligures, des Celtes et des Romains. Av. J.-C., la rive gauche du Rhône forme la Viennoise. Il fait partie du Royaume des Burgondes après Jésus-Christ en 480, puis subit l'occupation franque.
Du Ve siècle au Xe siècle, il fait partie successivement de différents royaumes tels que la Provence-Viennois, Provence bosonienne et Bourgogne-Provence. Il est intégré à la Francie orientale lors du traité de Verdun de 843.
Le Comte d'Albon Guigues V prend le titre de dauphin en 1142. Dauphin est un ancien prénom. Trois familles se succèdent à la tête du Dauphiné de Viennois. Il s'agit d'Albon, de 1029 à 1162, de la Bourgogne, de 1192 à 1282 et de La Tour-du-Pin de 1282 à 1349.
Le Dauphiné n'est pas incorporé au domaine royal. Il devient l'apanage traditionnel du fils aîné du roi.
Le traité de Paris en 1355 fixe les limites avec la Savoie.
Le dauphin Charles, futur Charles V, crée les États provinciaux du Dauphiné en 1357.
Il arbore en Dauphiné l'aigle impérial des « vicaires », symbole de la suzeraineté impériale.
Devenu le roi de France, Louis XI ne donne pas la Province du Dauphiné à son fils et en conserve l'administration.
Ses successeurs, tout en garantissant les privilèges de la province, en font autant.
Plusieurs invasions savoyardes vont avoir lieu pendant les guerres de la ligue d'Augsbourg et de la Succession d'Espagne.
En 1788, l'assemblée de Vizille réclame des états généraux.

## Savoie
La Savoie au paléolithique était habitée par des chasseurs magdaléniens. Puis vinrent les Ligures ou populations de Maurienne et de Tarentaise montagneuses. Celtes et Romains pénètrent peu ces territoires.
En 122 av. J.-C., le consul Domitius Ahenobarbus bat les Celtes et leur capitale Genaba, devenue Genève est annexée à la Provincia Romana. Vers 354 apparaît le mot Sapaudia qui désigne l'actuelle Savoie et une partie de l'Helvétie. Elle est incorporée au royaume mérovingien par les fils de Clovis en 534.
La Savoie est établie en duché en 1416. En 1559, Emmanuel Philibert transporte sa capitale de Chambéry à Turin sous la pression des forces armées françaises.
Le Traité de Lyon de 1601 cède à Henri IV la Bresse, le Bugey et le pays de Gex. La Savoie est occupée par la France sous Louis XIV. En 1792, la Savoie est rattachée à la France sous la forme du département du Mont-Blanc, pour être annexée définitivement en 1860.